# Uma Longa Viagem (2013)
The Railway Man (bra: Uma Longa Viagem; prt: Uma Longa Viagem, ou The Railway Man - Uma Longa Viagem) é um filme de 2013, do gênero drama bélico-biográfico, dirigido por Jonathan Teplitzky, com roteiro de Frank Cottrell Boyce e Andy Paterson. Foi baseado no best-seller autobiográfico The Railway Man, de Eric Lomax.
Estrelado por Colin Firth, Nicole Kidman, Hiroyuki Sanada e Jeremy Irvine, estreou no Festival Internacional de Cinema de Toronto de 2013 no dia 6 de setembro de 2013.

## Sinopse
Durante a Segunda Guerra Mundial, Eric Lomax (Colin Firth) é um oficial britânico que é capturado pelos japoneses em Singapura e enviado para um campo de prisioneiros, onde ele é forçado a trabalhar na Ferrovia da Birmânia. Durante seu tempo no acampamento, Lomax é torturado pelo Kempeitai principalmente para a construção de uma rádio.
Anos mais tarde, e ainda sofrendo o trauma psicológico de suas experiências de guerra, Lomax, com a ajuda de sua esposa, Patti, e melhor amigo Finlay (Skarsgård), decide encontrar e enfrentar um de seus captores. Lomax retorna à cena de sua tortura e consegue rastrear seu captor, diretor japonês Takashi Nagase (Sanada), a partir do campo de prisioneiros, "em uma tentativa de abrir mão de uma vida de amargura e ódio".

## Elenco
- Colin Firth como Eric Lomax
- Nicole Kidman como Patti Lomax (nome de solteira Wallace)
- Jeremy Irvine como jovem Eric Lomax
- Stellan Skarsgård como velho Finlay
- Sam Reid como jovem Finlay
- Hiroyuki Sanada como velho Takashi Nagase
- Tanroh Ishida como jovem Takashi Nagase
- Marta Dusseldorp como Memsahib
- Masa Yamaguchi como Oficial Kempai
- Keiichi Enomoto como Sakamoto
- James Fraser como Duncan
- Shoota Tanahashi como Mecânico Japonês
- Akos Armont como Jackson

## Produção
Enquanto ele estava trabalhando no roteiro, co-escritor Frank Cottrell Boyce viajou até Berwick-upon-Tweed em Northumberland junto com Colin Firth para conhecer o então 91 anos Eric Lomax. Firth disse sobre o filme: "Acho que o que muitas vezes não é abordado é o efeito ao longo do tempo. Nós às vezes vemos histórias sobre o que é como voltar para casa da guerra, nós muito raramente ver histórias sobre o que é décadas mais tarde. Este não é apenas um retrato do sofrimento. É sobre relacionamentos... como que os danos interagem com relacionamentos íntimos, com amor."
Rachel Weisz era originalmente escolhida para desempenhar o papel de Patti Lomax, mas teve que abandonar devido a conflitos de agenda para regravações para outros filmes.
O filme começou a filmar em abril de 2012, em Edimburgo e North Berwick em East Lothian, St Monans em Fife, e mais tarde mudou-se para locais em Tailândia e Ipswich, Queensland, Austrália.

## Recepção
The Railway Man teve recepção mista por parte da crítica especializada. Baseada nos comentários recolhidos pelo Rotten Tomatoes, o filme tem um índice de aprovação de 66%. No Metacritic tem uma pontuação de 59 em 100.
Kidman, Firth, e Irvine foram todos elogiados por seus papéis. Katherine Monk do Montreal Gazette falou sobre Kidman: "É uma peça verdadeiramente magistral de atuação que transcende enquadramento comprado em uma loja de Teplitzky, mas é Kidman, que oferece a maior surpresa: Pela primeira vez desde que as suas sobrancelhas se transformaram em arcos de mármore sólido, a vencedora australiana do Oscar é verdadeiramente fantástica" e terminando com "juntamente com algumas roupas deselegantes e um ouvido afiado para os acentos, Kidman é um sobrevivente de meia-idade muito crível que não vai se render ao melodrama ou abandono".
Ken Korman concordou com a ideia afirmando que "Kidman encontra-se interpretando uma personagem de meia-idade sem vergonha. Ela sobe para a ocasião com um profundo apreço do próprio trauma emocional de sua personagem." Liam Lacey do The Globe and Mail, "Firth dá todo o desempenho dele como um homem preso em um vórtice de dor, vergonha e ódio, mas como em Shine de Scott Hicks, que o filme ocasionalmente se assemelha, há uma relação terminada entre trauma e catarse".